# Василије Вујић
Василије Васа Вујић (Ириг, 21. март 1843 — Сремски Карловци, 11. фебруар 1916) је био српски класични филолог, богослов, писац и директор Карловачке гимназије.

## Младост и образовање
Рођен је у вишечланој породици у Иригу. Отац Симеон био је сапунџија. Основну школу завршио је у родном месту. Породица се 1855. сели у Нови Сад у потрази за бољим животом. У јесен исте године Вујић је кренуо у први разред Српске православне велике гимназије. Пошто је завршио четири разреда прелази у Карловачку гимназију, пошто тада у Новосадској гимназији није било виших разреда. Док се школовао у Карловцима био је питомац Благодејанија. По свршеном осмом разреду гимназије 1863. није матурирао због слабијег материјалног стања, већ уписује Карловачку богословију, коју похађа наредне три године.

## Рад у просвети
Патронат Новосадске гимназије изабрао га је 1866. за катихету. По потреби је, осим катихизиса и црквеног појања, предавао и српски и немачки језик. Од 1868. прелази у Карловачку гимназију, где предаје грчки језик и филозофију.
Током каријере стално се усавршавао и унапређивао своје знање. Да би могао наставити да ради у гимназији било је потребно да положи матуру, што је и урадио 1871. у Новосадској гимназији. Потом је упутио захтев угарском Министарству просвете да полаже стручни  испит иако није имао универзитетску диплому. Захтев му је одобрен, и он је 1872. положио професорски испит из класичне филологије за нижу гимназију пред испитном комисијом у Будимпешти. Испит из грчког језика и филозофске пропедевтике положио је 1879. на Загребачком свеучилишту.
Пошто је 1896. директор Карловачке гимназије Стеван Лазић пензионисан Патронат је поставио Вујића на његово место. На овом положају остао је до 1903. када је пензионисан. Као вид одавања почасти изабран је за члана Патроната гимназије.

## Књижевни и преводилачки рад
Као катихета преводио је Омилије Светог Јована Златоустог са руског, Зборник омилија и придика на сва недељна и празнична јеванђелија преко целе године Јозефа Подхрадског са немачког, и чланке са француског за новосадску Беседу.
Као професор објављивао је у Летопису Матице српске, Јавору, Стражилову и Бранковом колу приказе уџбеника из латинског и грчког и реферате о радовима из области филологије и филозофије. Такође је писао студије и чланке од којих се истичу: Грчка и српска књижевност, Стара и нова психологија, Класична настава, Говори на Светог Саву 1896-1897. и Грци и Срби. Интересовао се и за природне науке и историју.
Био је члан Књижевног одељења Матице српске.